# マハーカーラ

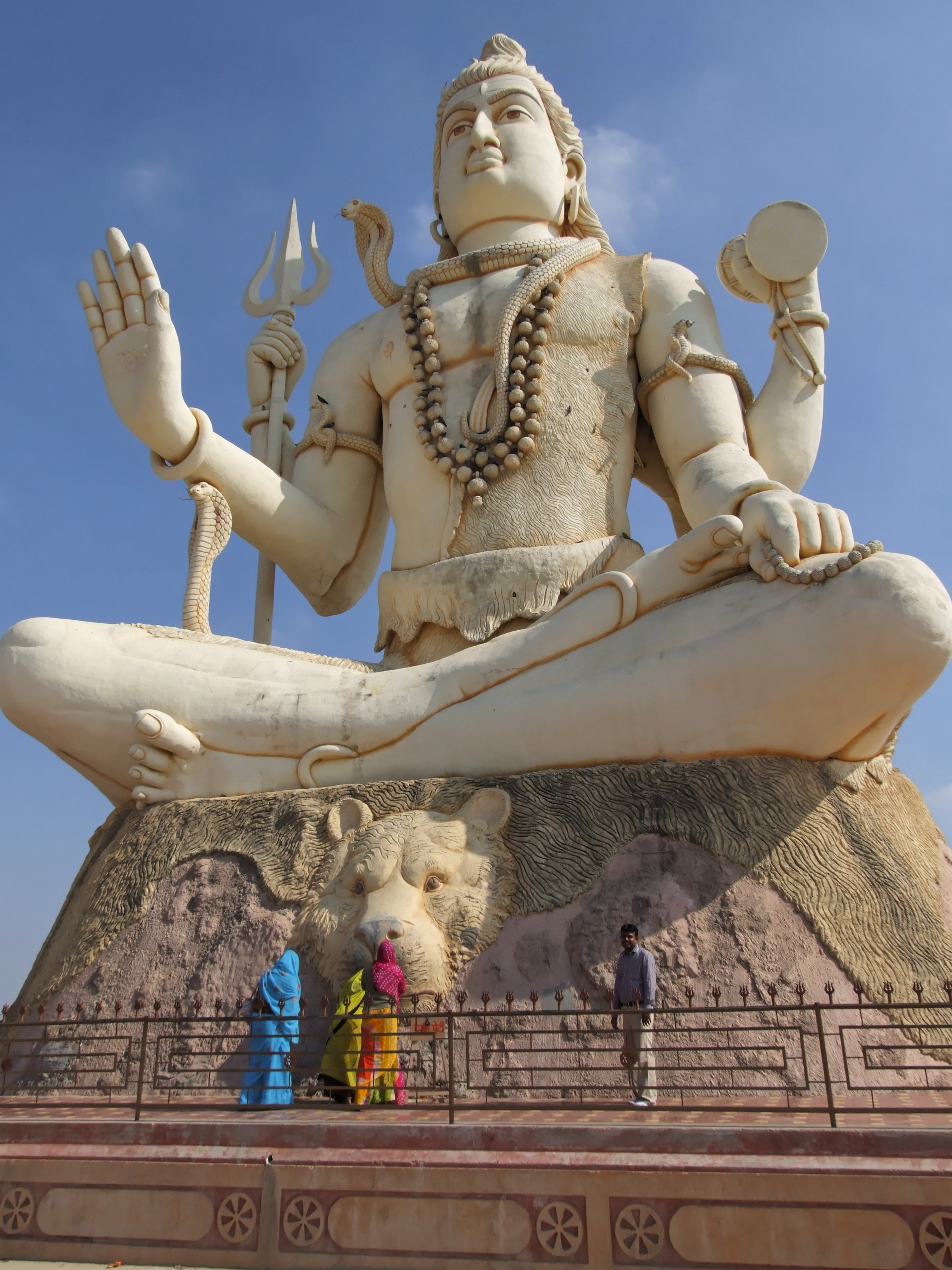
シヴァ神像

マハーカーラ（サンスクリット語: महाकाल, Mahākāla）は、ヒンドゥー、仏教とシーク教に共通の神である。ヒンドゥー教で、シヴァの別名のひとつとされる。配偶者はヒンドゥー教の女神マハーカーリとされシャクティ派で最も顕著に現れる。また密教仏教、特にチベット仏教(Citipati)ではどの宗派でも守り手として示され、日本の真言宗では護法善神という。
マハーカーラは日本で大黒天として広まり、あるいは北京語と広東語(大黑天DàhēitiānもしくはDaaih'hāktīn)、朝鮮語(대흑천)でもそれぞれ大黒天を指す。シーク教のマーヤーを司る存在がマハーカーラである。

## 語源
マハーカーラMahākālaはサンスクリットのbahuvrihi複合語 で「mahā 偉大な」(梵:महत्)「kāla 時間/死」(梵:काल）から転じて「時を超越した者」や死を意味する。 
チベット名は「偉大な黒い人」(チベット文字：ནག་པོ་ཆེན་པོ། Nagpo Chenpo)を意味する。チベット人は守護者という意味の言葉(チベット文字：མགོན་པོ། Gönpo)も用いる。

## さまざまな姿

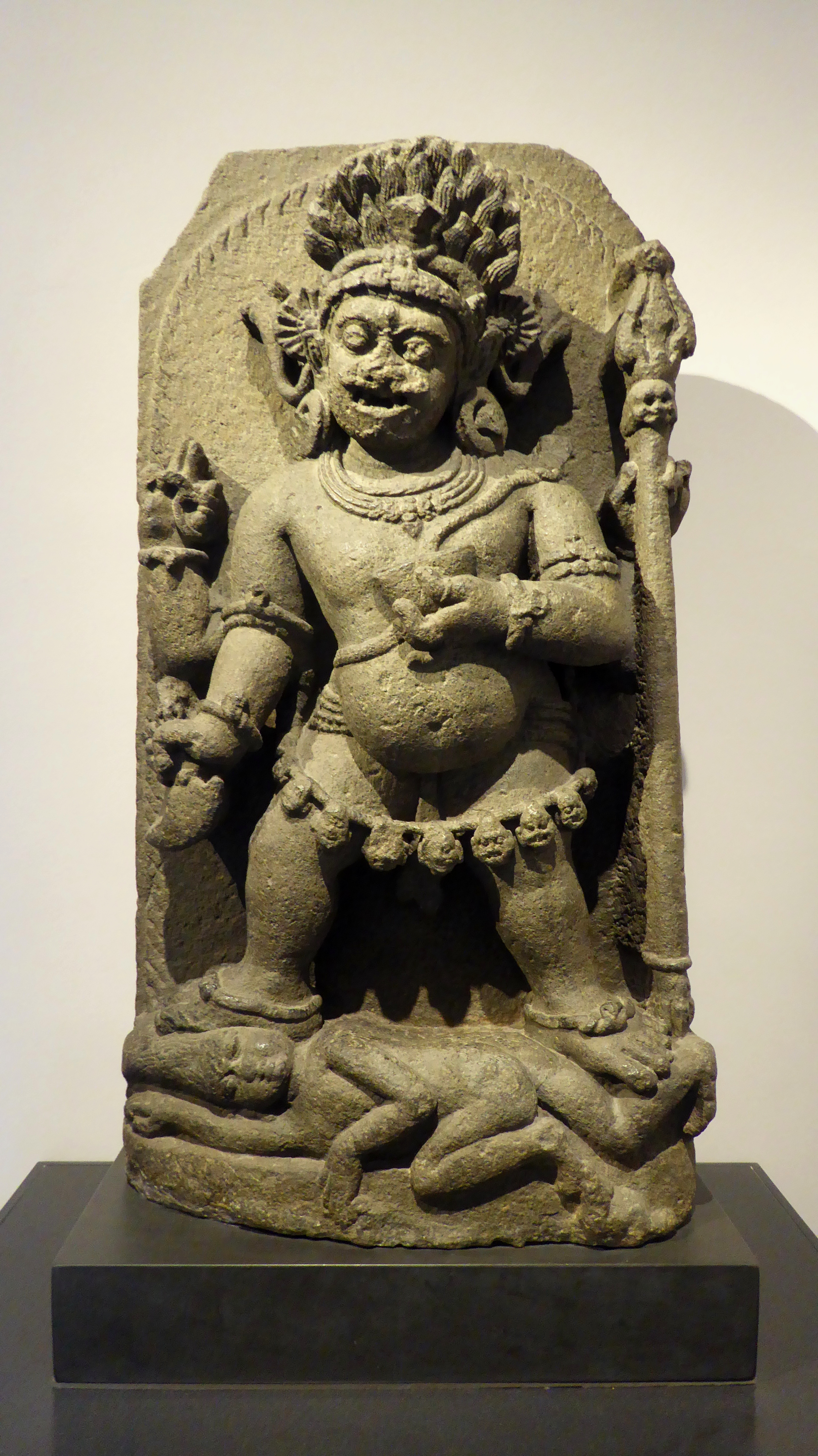
二腕のマハーカーラ (1100年頃、インド東部)

Sakti samgamaタントラによると妻のマハーカーリは非常に恐ろしい存在に嫁ぎ、夫マハーカーラは腕が4本で3つ目、1千万の破壊の黒炎の輝きを放ち8ヵ所の火葬場に囲まれて暮らす。身を飾る8つの頭蓋骨、5体の骸を椅子代わりに腰を下ろし、手に三つ又の鑓 (やり) に太鼓、長刀に鎌を携える。全身に火葬場の灰が降りかかり、その周囲を取り囲むハゲタカとジャッカルが大きな声で吠え立てるという。隣にいる妻のカーリーとともに時間の流れを象徴している。マハーカーラとカーリー(マハーカーリー)は両神ともブラフマンの究極の破壊力を表し、いかなる規則や規制にも縛られることはない。時間と空間さえも自分自身の中へと溶かしこむ力を持ち、宇宙が溶け去ったあとも「空」として存在しつづける。カルパの終焉に当たり宇宙を解散させるのは、この両神に任されている。あるいはまた、たとえ他の神々のデヴァ(Deva)やトリムルティス(Trimurti)には実現できなくても、強大な悪とデーモンを全て滅する責任を負う。
マハーカーラとカーリーは「カラ」すなわち「時間」の擬人化された存在であり、何にも拘束されない「時間」は慈悲を示さず、何もあるいは誰をも待つことはない。それゆえに男であれ女であれ、子供でも動物でも、世界あるいは宇宙全体を容赦なく滅し尽くす。オリッサ州とジャールカンド州、ならびにドゥアール地方の一部(いわゆるベンガル地方北部)では、野生の象をマハーカーラとして崇拝する。 
マハーカーラは通常、色が黒い。黒はすべての色を吸収して溶かし込むように、すべてを包含する包括的な性質を備えるマハーカーラは、すべての名前と形を溶かし込むと言われる。また黒とは色が完全に欠如した状態とも言え、この場合もマハーカーラの本質を究極または絶対の現実として表す。梵語でこの原則をあらゆる質と形を超えた「ニルグナ」nirgunaと呼び、すべてを包含し、かつ絶対の存在というどちらの解釈も引き受ける。 
大乗仏教、チベット仏教のすべての宗派で護法善神マハーカーラに帰依する。描かれた姿はいくつものパターンがあって、それぞれに本質と側面が明らかに異なる。またさまざまな存在が異なる場合ごとに発散したものと見なされ、聖観音 (Avalokiteśvara、ワイリー方式：spyan ras gzigs)あるいはカクラサバラ(Cakrasaṃvara ワイリー方式：’khor lo bde mchog)である。マハーカーラの王冠にはほぼ必ず5個の頭蓋骨が飾られ、5つの煩悩(kleśās 負の苦痛)が五智如来に化生するさまを象徴する。 
マハーカーラの顕現と描写では腕の本数の違いが最も目立ち、他の詳細も実にさまざまである。たとえば事例によって体が白い、頭が複数ある、性器のない姿（中性、または去勢者）、何かを踏みつけた立ち姿だが足元の物体の数は一定ではなく、手に持つ道具もさまざまなら、武器の代わりに装飾品などを備えることもある。

## 密教における諸形態
シャンパ・カギュ派の祖師Khyungpo Naljorに発するNyingshukに広がり、サキャ、ニンマ、ゲルク派—すべての派に加え、さまざまなカギュ派の系譜に伝播した。テルマ系統は六腕のマハーカーラのさまざまな形態を伝える。ニンスクはシャンパから派生しながらシャンパの主流派ではなく—直立ではなく踊る姿であり、非常に高度なマハーカーラの修練である。 
白い六腕のマハーカーラ (梵: Ṣadbhūjasītamahākāla ; ワイリー方式：mgon po yid bzhin nor bu)はモンゴルのゲルク派で人気。 

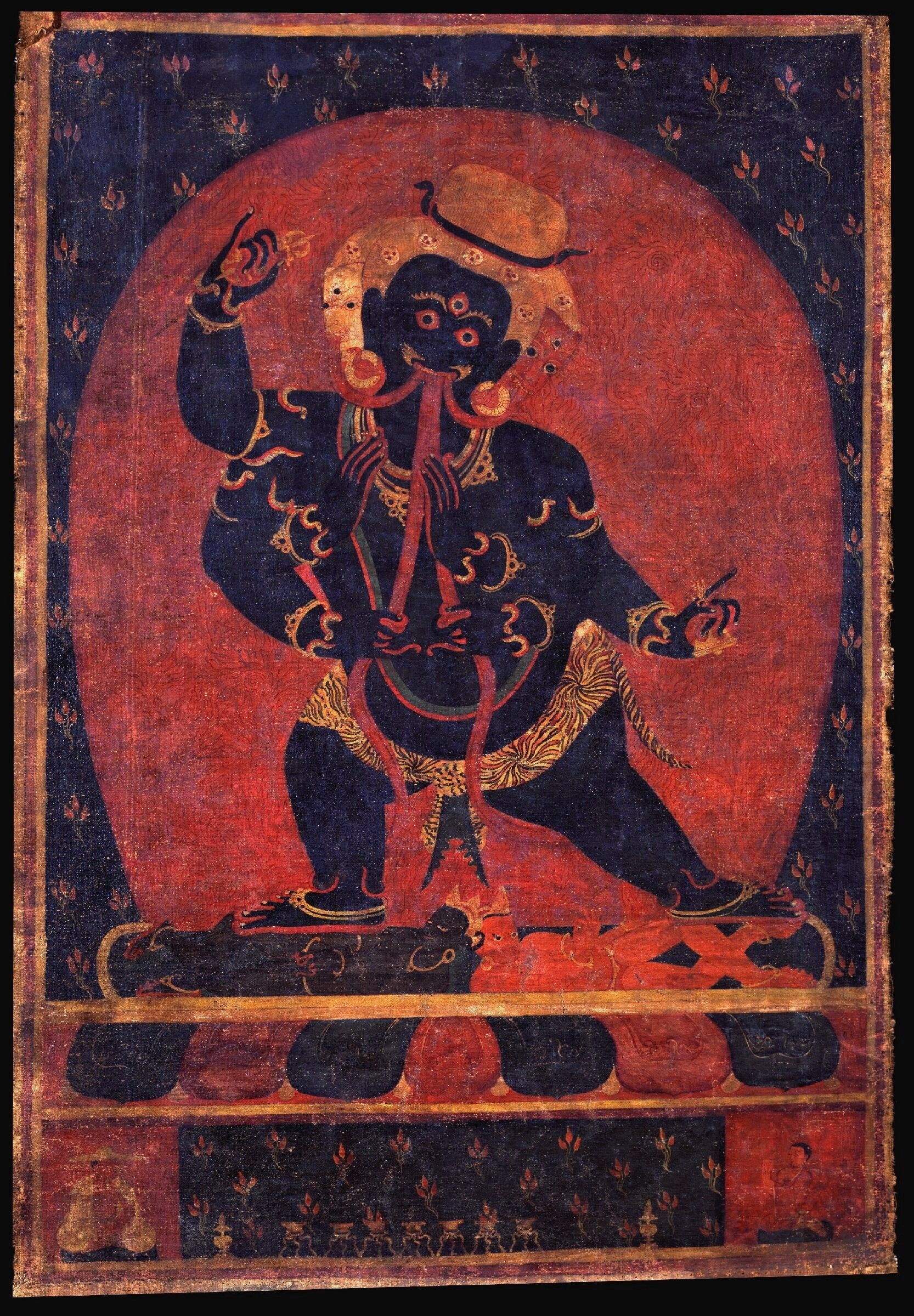
マハーカーラ(12世紀、ルービン美術館収蔵)
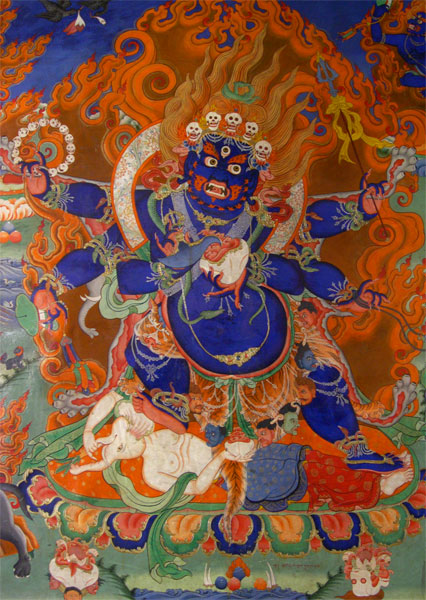
腕が6本のインドのマハーカーラ(ラダック、リキルゴンパ収蔵)
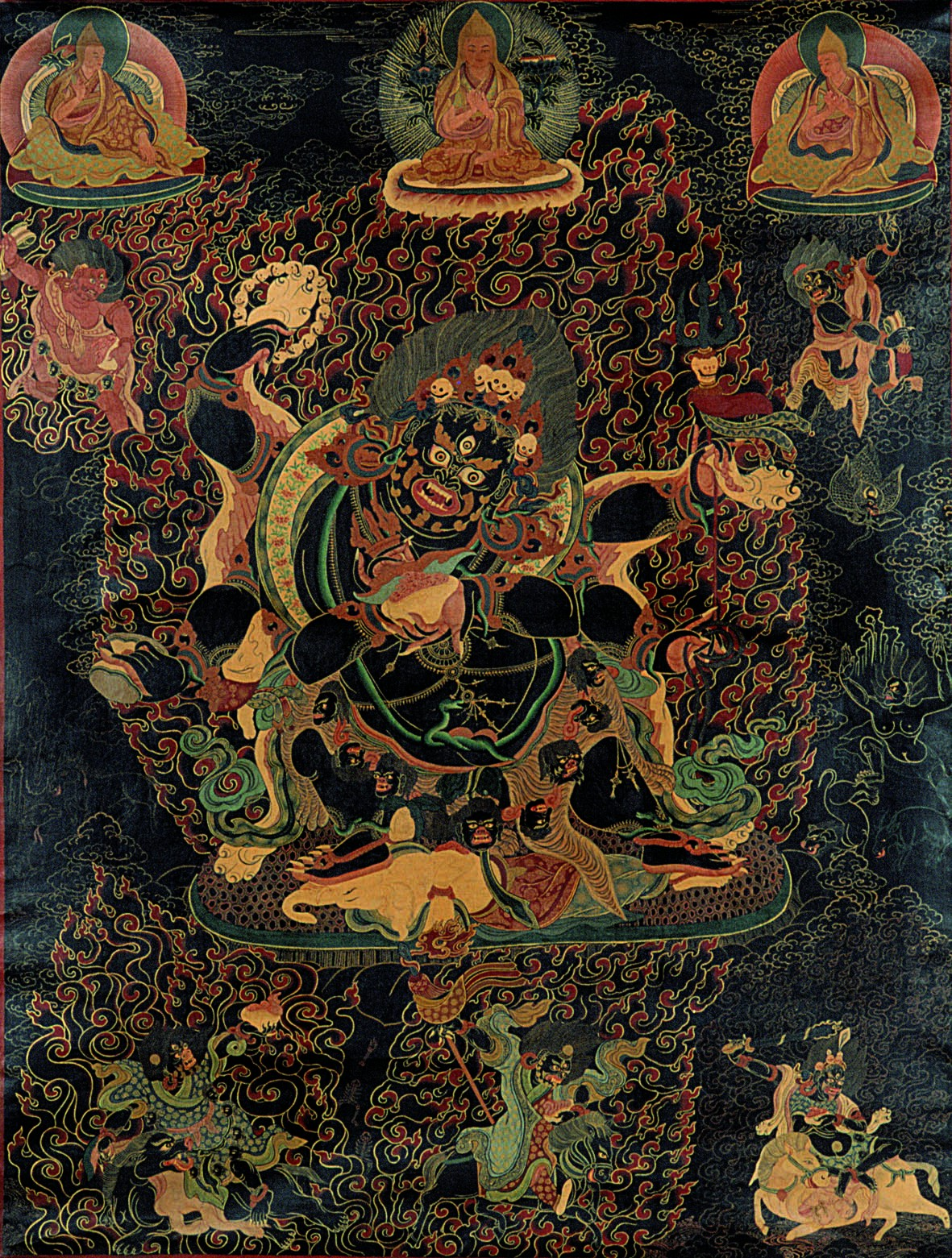
6本腕の黒いマハーカーラ(チベット)

### 四本腕のマハーカーラ
チベット仏教ではさまざまな四腕のマハーカーラ（梵: Chaturbhūjamahākāla、ワイリー方式：mgon po phyag bzhi pa) はカルマ・カギュ派(en 噶瑪噶舉)、Drikung Kagyu派(直貢噶舉)とドゥクパ系列(en)の主要な守護者である。ニンマ派には四腕のマハーカーラ像も見られDzogchen (梵: Mahasandhi )の教えでは主な守護者は青多羅菩薩(Ekajati)である。 

### 二腕のマハーカーラ
二本の腕を持つ「黒衣のマハーカーラ」(ワイリー方式：mgon po ber nag chen)はカルマ・カギュ派つまり魔術師のマント māntrikaをまとった者たちの守護者で、画像はニンマ派のテルマに由来し第2代カルマパ・ラマ(en)の時代、カルマ・カギュ派が取り入れるとしばしば配偶者ランジュン・ギャルモとともに描かれた。第一の守護者として扱われることが多いものの、実際には特にカルマパ固有の守護者である。四腕のマハーカーラは事実上の主要な守護者、六本腕(ワイリー方式：mgon po phyag drug pa) もカギュ派では一般にダルマパラである。 

「マハーカーラ、テントの主」Pañjaranātha Mahakala は文殊菩薩の顕現でありサキャ派の守護者である。 

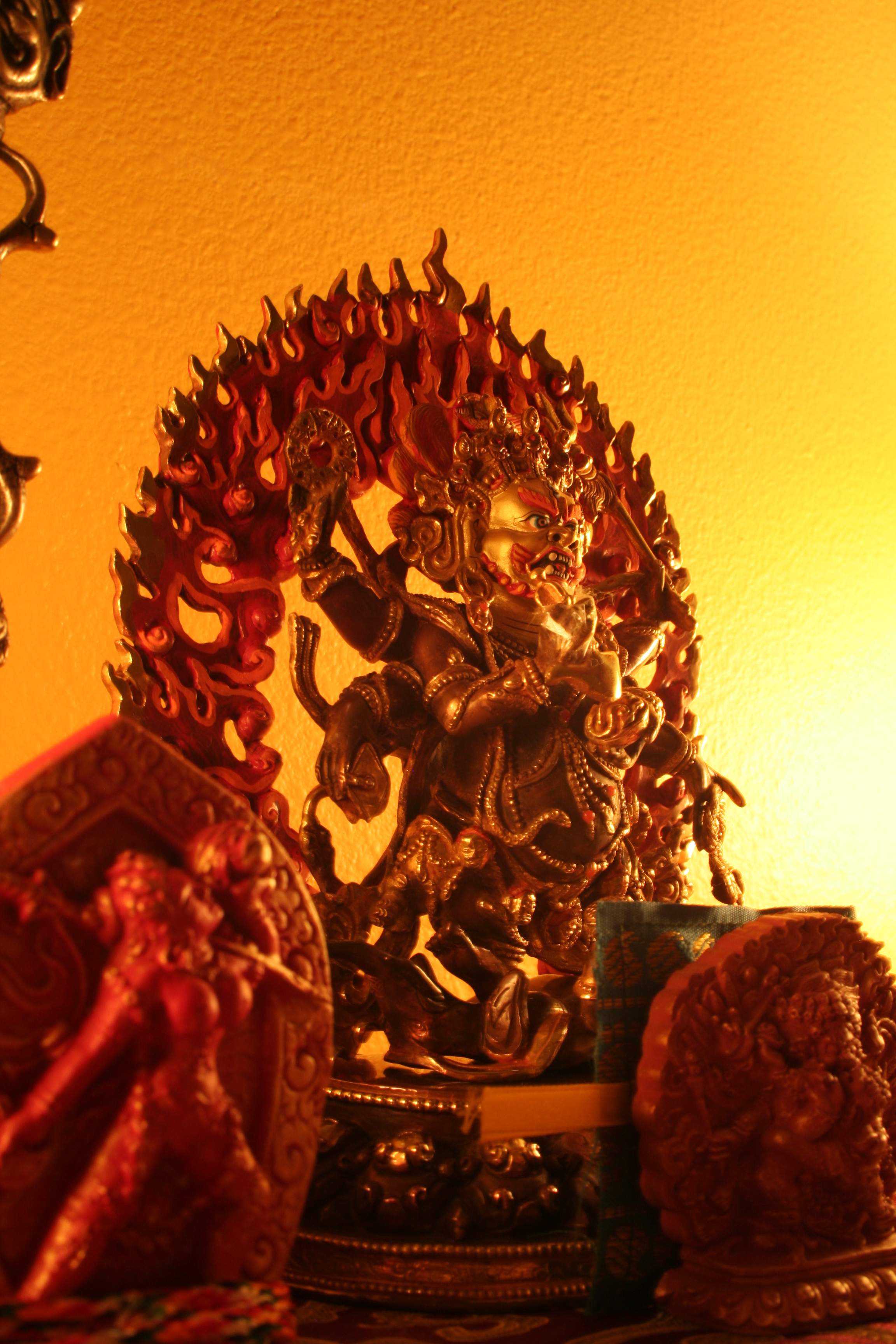
六腕のマハーカーラのルーパ
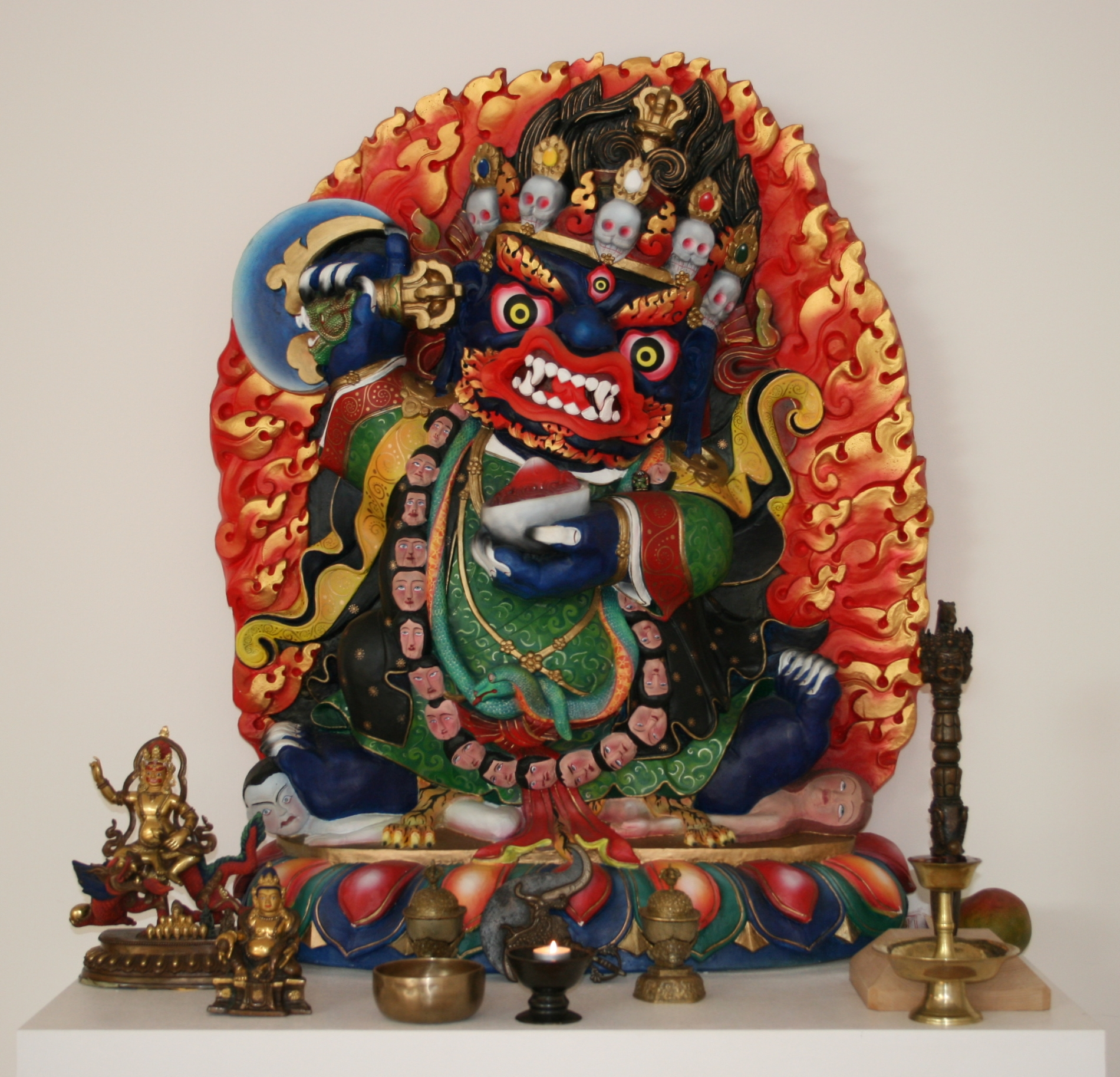
黒衣のマハーカーラ
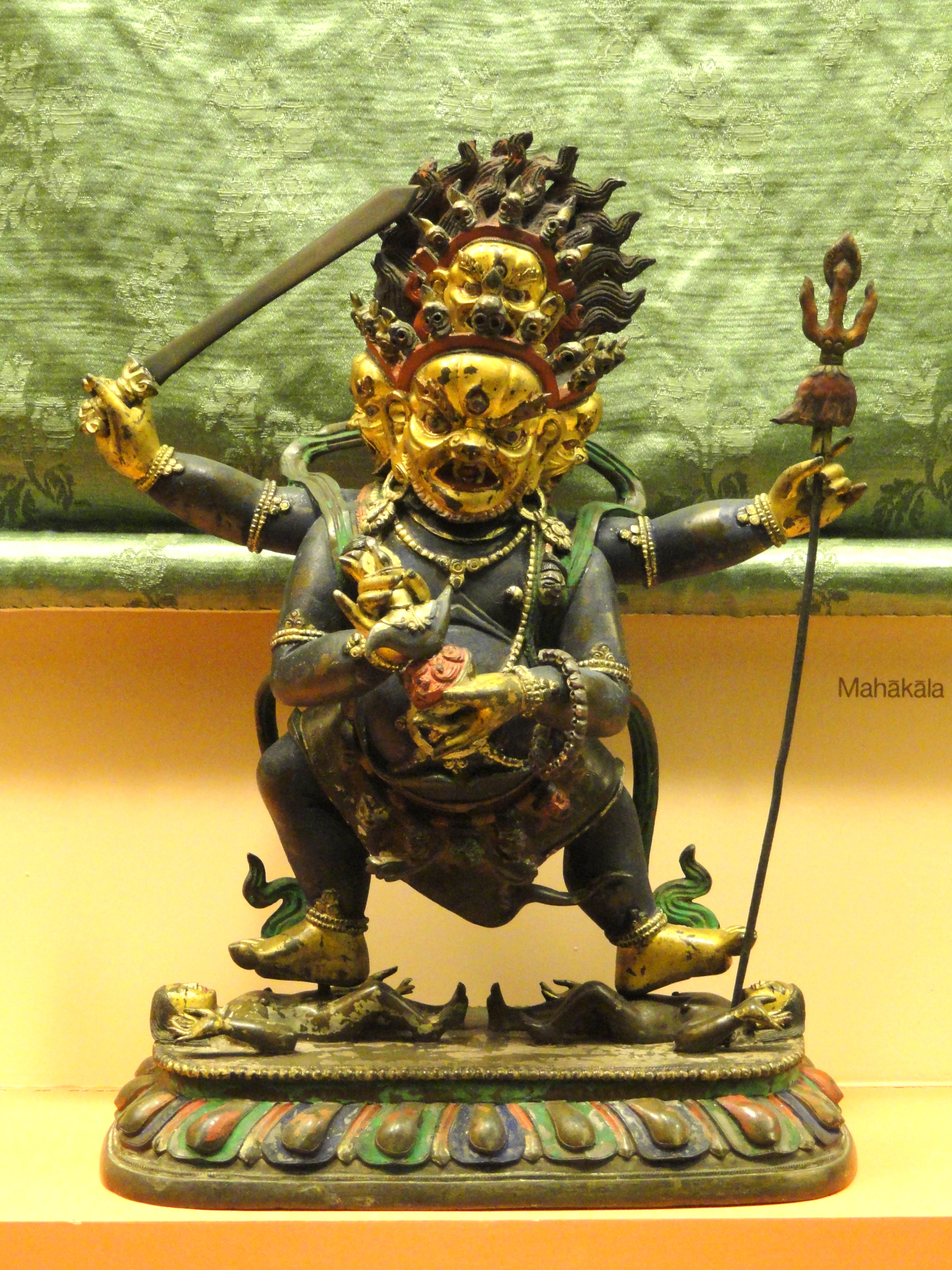
アメリカ自然史博物館のアジアコレクションに出展(アメリカ、ニューヨーク市マンハッタン)。
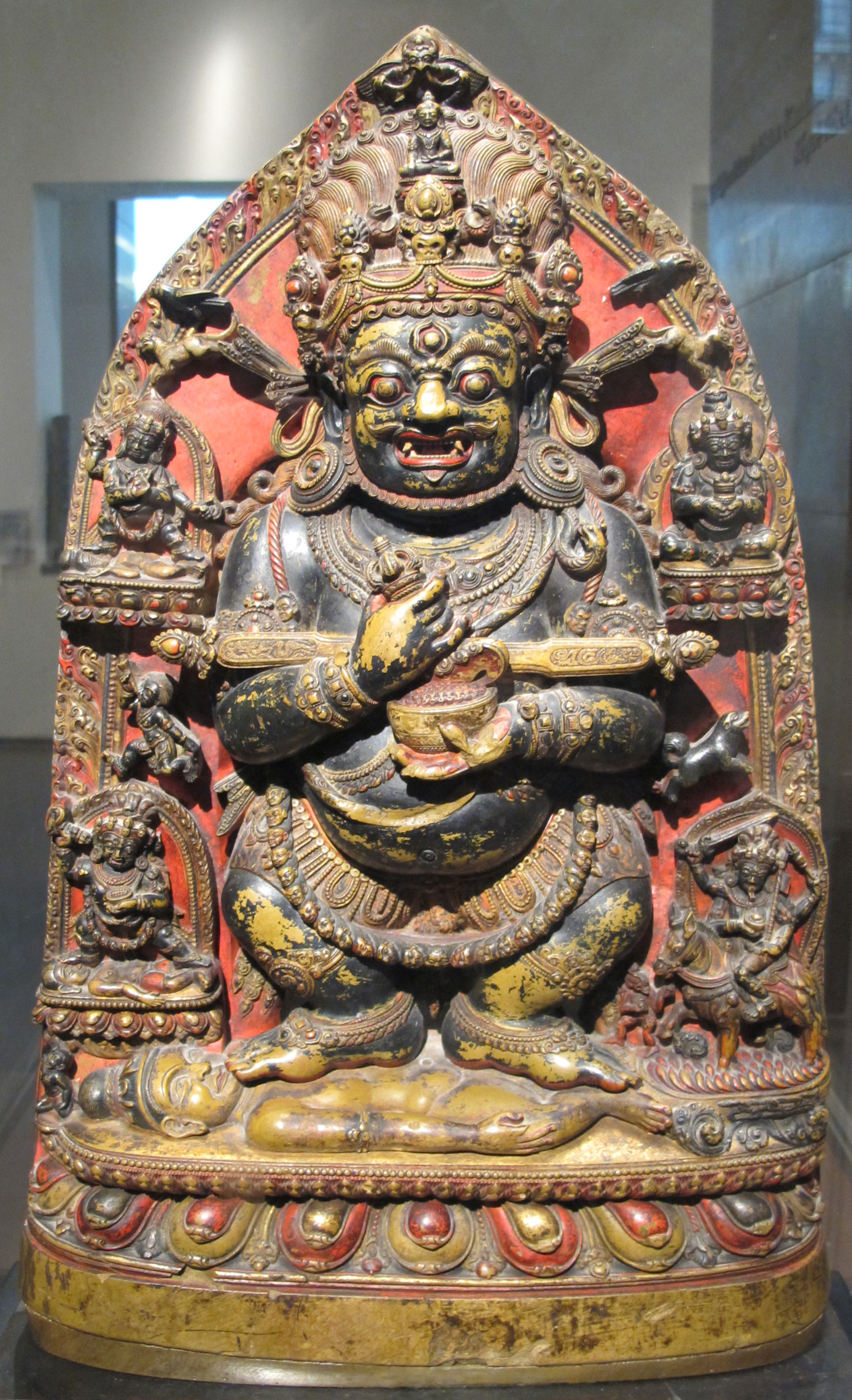
マハーカーラ彫刻(チベット)
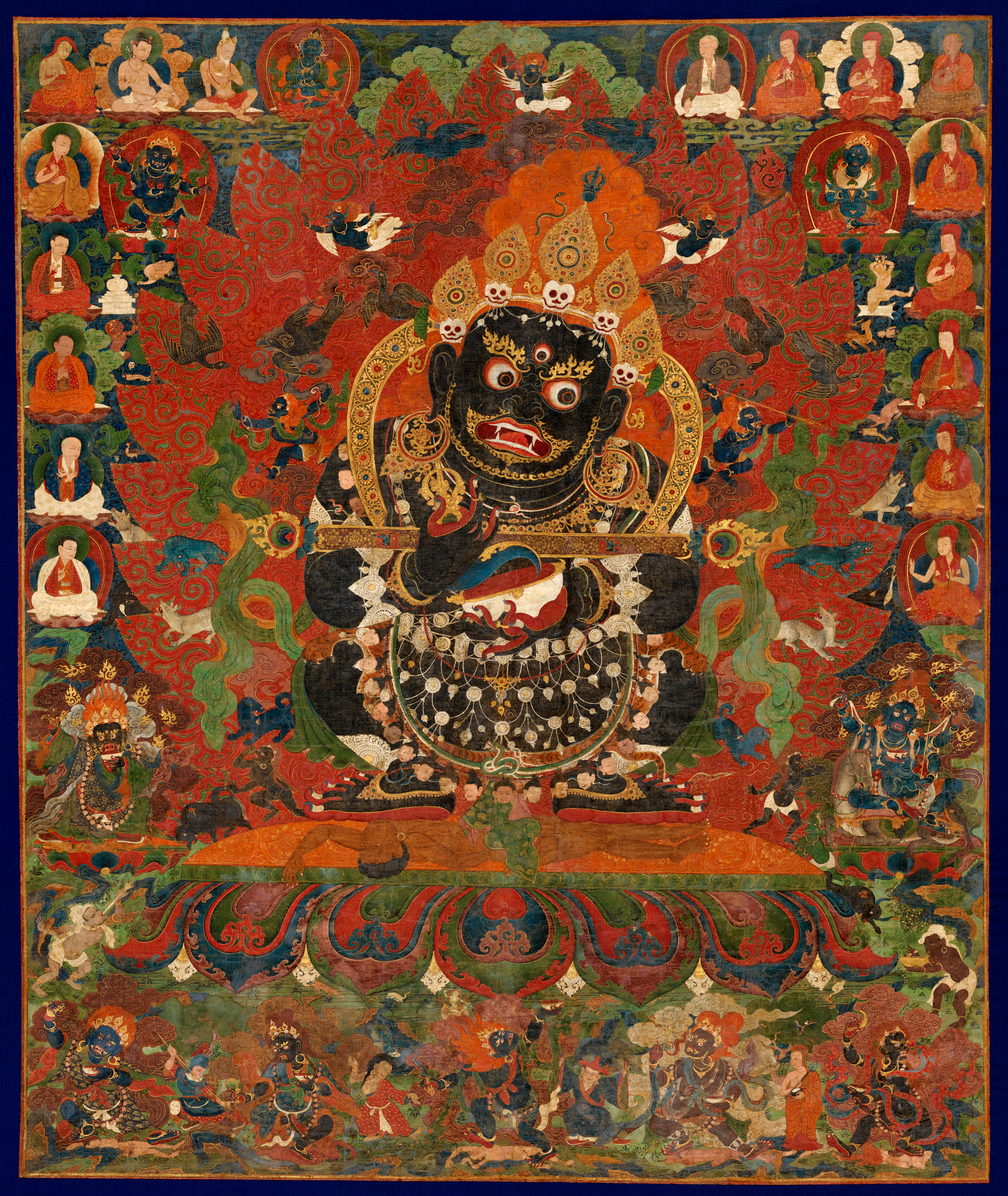
1500年頃のマハーカーラ「テントの保護者」、中央チベット。
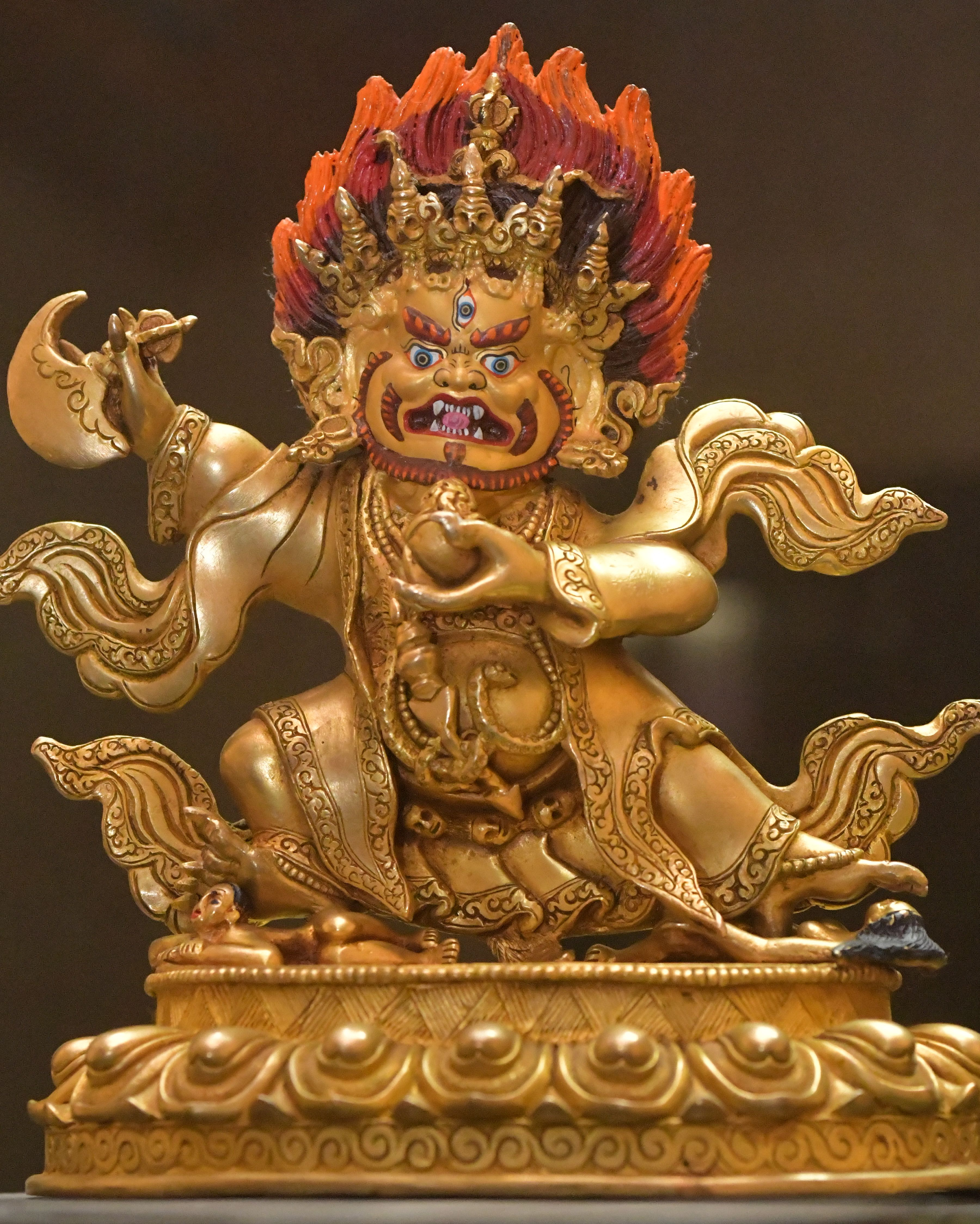
ネパールのマハーカーラ像。カルマパスの保護者で二腕のBernagchen（黒衣をまとうマハーカーラ）。

### その他の形態

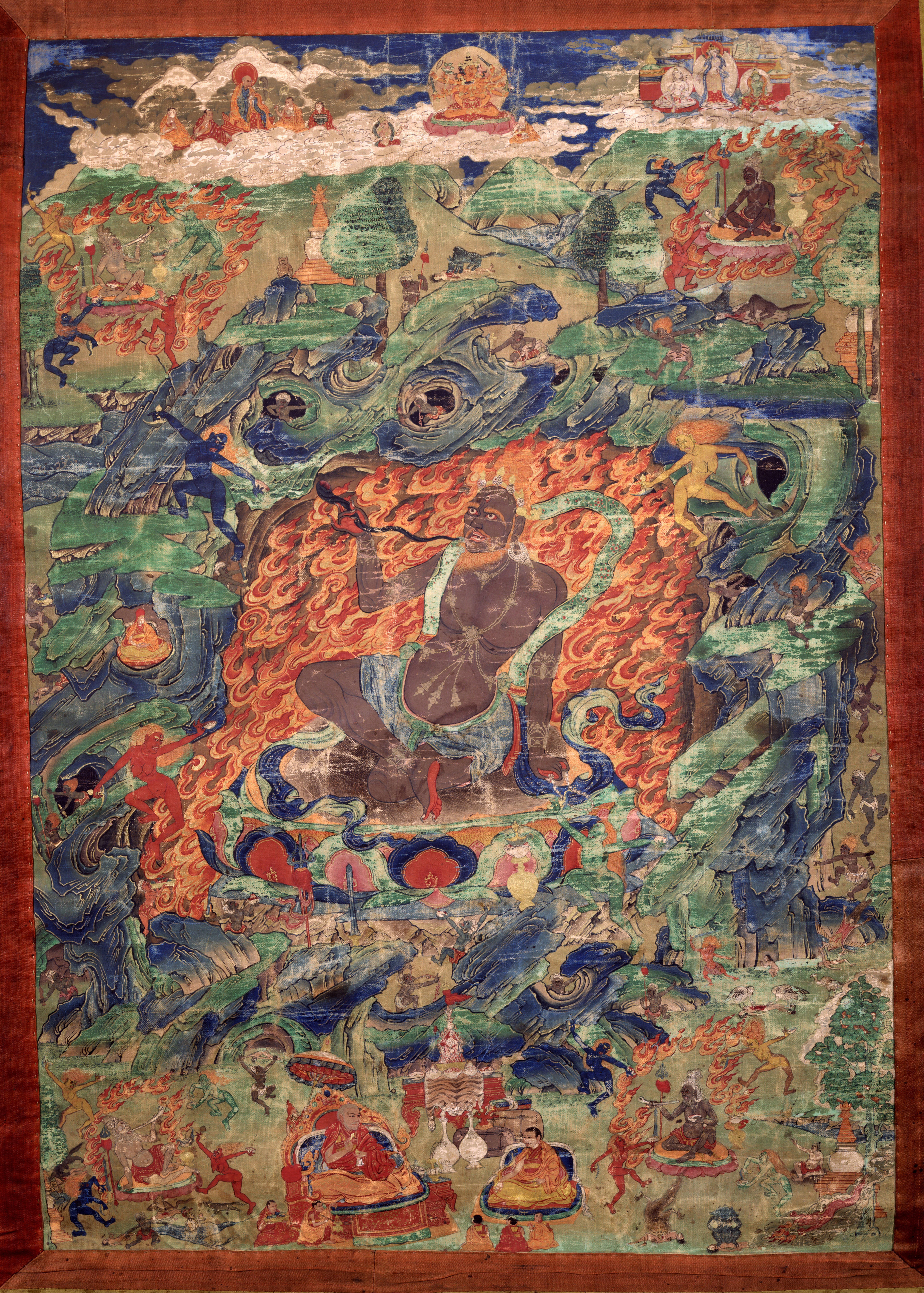
ブラフマンの姿をしたマハーカーラ
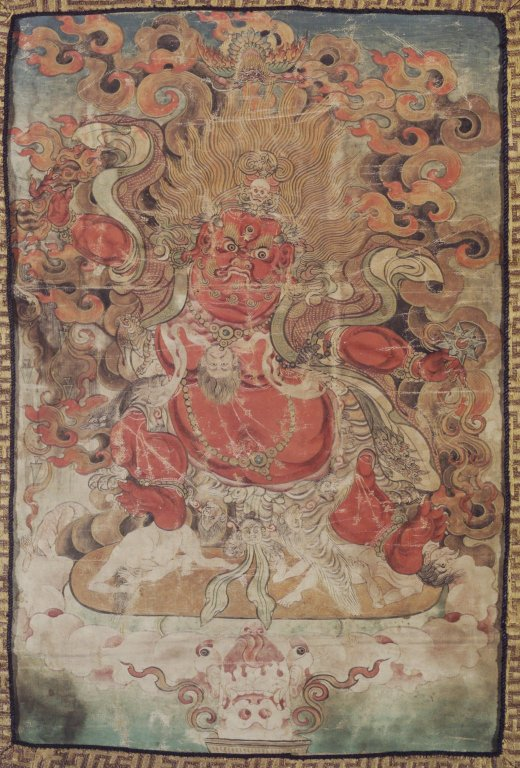
赤いマハーカーラ

## マハーカーラ・バイラヴァ
ヒンドゥー教では、マハーカーラは別称マハーカーラバイラヴァとカーラバイラヴァでも知られ、インドやネパールでは多くの寺院が、たとえばカーリダーサが複数回言及するウッジャインの寺院はマハーカーラバイラヴァのみに捧げられている。マハーカーラの礼拝所となる主要な寺院はウジャインである。シヴァの主な従者の一人（梵: gaṇa ）の名前もマハーカーラであるため、初期のヒンズー教寺院では表の参拝口の外にこの従者がシヴァの乗馬ナンディとともに留め置かれていた。 

### 英語文献
- Johnson, W. J (2009). “A Dictionary of Hinduism”. Oxford Reference. Oxford: Oxford University Press. ISBN 9780198610250 (要購読、またはイギリス公立図書館への会員加入)
- Bhattacharya Saxena, Neela (2011). “Gynocentric Thealogy of Tantric Hinduism: A Meditation Upon the Devi”. Oxford Reference. Oxford: Oxford University Press. doi:10.1093/oxfordhb/9780199273881.003
- Bowker, John (2000). “The Concise Oxford Dictionary of World Religions”. en:Oxford Reference. Oxford: Oxford University Press. doi:10.1093/acref/9780192800947.001.0001(要購読、またはイギリス公立図書館への会員加入)
- Jeff Watt (2019年12月). “Buddhist Protector: Mahakala Main Page”.  ヒマラヤン・アート・リソーシズ. 2022年5月9日閲覧。

### 日本語文献
- 山内丈士「赤マハーカーラ成就法についての一考察」『印度學佛教學研究』第56巻第1号、日本印度学仏教学会、2007年、461-458頁、doi:10.4259/ibk.56.1_461、ISSN 0019-4344、NAID 110006548156。